# Bunny Vosters
Bunny Vosters, née Madge Harshaw le 15 août 1919 et morte le 24 octobre 1999, est une joueuse de tennis et de squash représentant les États-Unis. C'est la mère de Gretchen Vosters Spruance et Nina Vosters Moyer, joueuses de tennis et de squash.

## Biographie
Elle pratique le tennis pendant l'adolescence dans les années 1940. Elle atteint les quarts de finale du championnat national de tennis des États-Unis 1948 en simple et obtiendra pas moins de quarante titres nationaux. Elle déménage dans le Delaware en 1952 et devient la partenaire d’entraînement de Margaret Osborne duPont et aurait pu avoir une très belle carrière si elle n'avait privilégié sa famille. Elle est capitaine de l'équipe des États-Unis de Fed Cup 1964 s'inclinant en finale contre l'Australie et comprenant Billie Jean King, Nancy Richey, Karen Susman et Rosie Casals.
En squash, c'est une joueuse redoutable en double avec onze titres nationaux avec Jeanne Classen (1962, 1965, 1966, 1967, 1971), Betty Meade (1968) et sa fille Gretchen Spruance (1972, 1973, 1974, 1976, 1977), réalisant même à trois reprises l'exploit rarissime de remporter le titre en +40 ans et tout âge le même week-end. Elle remporte son premier titre à l'âge de 43 ans et son dernier à l'âge de 58 ans. Elle atteint également la troisième place au classement individuel américain.
En 1988, la famille Vosters est désignée United States Tennis association family of the Year.
Elle est intronisée au temple de la renommée du squash des États-Unis  en 2019.